# Andy Blueman
Andrej Komatovic, mais conhecido como Andy Blueman (nascido em 4 de setembro de 1982) é um produtor de Trance esloveno. Especializado na produção de Uplifting Trance, é considerado por muitos ouvintos do Uplifting um dos melhores produtores do gênero.

## Resumo Profissional
Andy descobriu a música Trance em 1997, quando comprou o álbum "Dream Dance". Desde então, seu interesse pelo trance cresceu, cresceu e amadureceu. Perto do final de 2001, ele começou a produzir suas próprias músicas, seguindo o seu irmão, que fez o mesmo no ano anterior. Até recentemente, Andy estava produzindo com uma variedade de ferramentas e experimentava diferentes estilos, tais como ambient / chill out, trilhas sonoras, melodic, progressive e uplifting trance.
Em 2007, a gravadora "Perceptive Recording" inaugurou e utilizou um single do Andy para inauguração da empresa, com um "Extra Club Mix" e remixes por "Onova" e "B. Will". O lançamento foi um sucesso fantástico. Ele decidiu então ficar com a Perceptive Recordings para lançar suas músicas, pois tinham uma parceria leal e amigável. A popularidade do Perceptive cresceu rapidamente com mais singles, incluindo lançamentos por Daniel Kandi e Adam Nickey.
Com um estilo único, suas produções incluem a aplicação de composições clássicas, inspirando muitos outros produtores novos e existentes, para seguir o mesmo caminho de músicas energéticas e simultaneamente emocionais. Sua primeira música, homônima, incluiu um conjunto de cordas dramáticas na repartição, embora ainda aplicando as mesmas leis de Trance. Suas faixas "Neverland" e "The World To Come" ambos incluídos um colapso emocional com o uso de tambores orientais, e "Everlasting" incluído um solo de piano.
Seu primeiro EP, "Sea Tides", foi lançado em 23 de fevereiro de 2009, e recebeu o suporte de DJs como Ferry Corsten e Armin van Buuren. Incluía três faixas originais: Sea Tides, Neverland e Everlasting. O E.P. inclui também um rework de cada uma das faixas. Estes reworks contém os mesmos instrumentos, mas a melodia principal foi alterada.
Desde o EP "Sea Tides", Komatovic vem produzindo inúmeros remixes para várias gravadoras, incluindo Armada e Anjunabeats, recebendo vários elogios de DJ's como Above & Beyond, Armin van Buuren, Tiesto, Ferry Corsten e muito mais. Seu trabalho influenciou a produção de mais de músicas ao seu estilo e novos produtores como Soundlift, Nery e Visone Ciro estão surgindo na cena mundial do uplifting trance.

## Discografia
EPs
```
* Andy Blueman - Sea Tides EP (2009) [Perceptive Recordings]
   * Sea Tides (Original Mix)
   * Neverland (Original Mix)
   * Everlasting (Original Mix)
   * Sea Tides (Energetic Mix)
   * Neverland (Energetic Mix)
   * Everlasting (Emotional Mix)
```

Singles
```
   * Andy Blueman - Nyctalopia (2007) [Perceptive Recordings]
         o Nyctalopia (Original Mix)
         o Nyctalopia (Club Mix)
         o Nyctalopia (Onova Remix)
         o Nyctalopia (Will B Remix)
```

```
   * Andy Blueman - Time To Rest (2008) [Perceptive Recordings]
         o Time To Rest (Original Mix)
         o Time To Rest (Mystery Islands Remix)
         o Time To Rest (Extended Mix)
         o Time To Rest (Daniel Kandi Bangin' Mix)
```

```
   * Reconceal & Andy Blueman - The World To Come (2009) [Perceptive Recordings]
         o The World To Come (Reconceal Mix)
         o The World To Come (Andy Blueman Mix)
         o The World To Come (Onova Remix)
         o The World To Come (Alex Pich Remix)
```

```
   * Andy Blueman - Florescence (2010) [Perceptive Recordings]
         o Florescence (Original Mix)
         o Florescence (Energetic Mix)
         o Florescence (Emotional Mix)
         o Florescence (Orchestral Mix)
```

Remixes
```
   * Airbase - Roots (Andy Blueman Remix) (2008) [Moonrising Records]
   * Robert Nickson - Circles (Andy Blueman Remix) (2009) [A State Of Trance]
   * Waterspark - Lego (Andy Blueman Remix) (2009) [Nu-Depth Recordings]
   * Ferry Tale & Static Blue - L'Acrobat (Andy Blueman Remix)(2009) [Enhanced Recordings]
   * Armin van Buuren pres. Gaia - Tuvan (Andy Blueman Remix) (2009) [Armind]
   * Adam Nickey - In Motion (Andy Blueman Remix) (2009) [Anjunabeats]
   * Nery - Redawn (Andy Blueman Remix) (2010) [Blue Soho Recordings]
   * Afternova - Serenity (Andy Blueman Remix) (2010) [Abora Recordings]
   * Afternova - Serenity (Andy Blueman Orchestral Mix) (2010) [Abora Recordings]
   * Motionchild & Will Holland feat. Tiff Lacey - Arctic Kiss (Andy Blueman Vocal Remix) (2010) [Enhanced Recordings]
   * Motionchild & Will Holland feat. Tiff Lacey - Arctic Kiss (Andy Blueman Instrumental Remix) (2010) [Enhanced Recordings]
```